# Pomboa cali
Pomboa cali là một loài nhện trong họ Pholcidae. Loài này được phát hiện ở Colombia.